# Festival International de Jazz de Montréal
Festival International de Jazz de Montréal je mezinárodní jazzový festival, který se koná každoročně na přelomu června a července v kanadském městě Montréal. Pořádá ho organizace L'Équipe Spectra.
U zrodu akce stál producent Alain Simard a první ročník se konal v roce 1980. Od roku 1987 podporuje akci finančně město Montréal. Centrem festivalového dění je náměstí Place des Festivals, kde byl v roce 2009 otevřen dům Maison du Festival Rio Tinto Alcan s koncertním sálem a dokumentačním centrem.
V rámci festivalu se konají bezplatná vystoupení pod širým nebem, na nichž se představují především začínající umělci, kdežto na koncerty velkých hvězd je nutno zakoupit si vstupenku. Součástí programu je soutěžní sekce, na níž se udělují ocenění Concours de Jazz. Návštěvníci mohou také navštívit četné doprovodné akce, jako je škola pro začínající hudebníky nebo výstavy z jazzové historie. V každém ročníku se uskuteční okolo 650 koncertů, na kterých se představí zhruba tři tisíce hudebníků. Guinnessova kniha rekordů uvádí tuto akci jako největší jazzový festival na světě – v roce 2004 se ho zúčastnilo rekordních 1 913 868 osob. Hlavní koncert mívá návštěvnost okolo 200 000 posluchačů.
Vystoupili zde Paul Bley, Dave Brubeck, Dee Dee Bridgewater, Jean-Charles Capon, Chick Corea, Miles Davis, Keith Jarrett, Dizzy Gillespie, Stéphane Grappelli, Jaco Pastorius, Antonio Carlos Jobim, Oliver Jones, Diana Krall, Youssou N'Dour, Sonny Rollins, Bob Dylan, Stevie Wonder a další umělci. Ben Harper vydal v roce 2010 živé album Live from the Montreal International Jazz Festival.
Ročník 2020 byl zrušen kvůli pandemii covidu-19.